# Apoštolská nunciatura při Evropské unii

Znak Svatého stolce

Apoštolská nunciatura, neboli vyslanectví Svatého stolce při Evropské unii, je instituce plnící diplomatickou úlohu, která má své sídlo v Bruselu Apoštolský nuncius je diplomat na úrovni velvyslance zastupující Svatý stolec. 

## Dějiny
Zastupitelský úřad se až do roku 2009 jmenoval Apoštolská nunciatura při Evropském společenství. Apoštolský stolec již v roce 1963 oznámil Evropskému hospodářskému společenství, že by s ním chtěl navázat vztahy na diplomatické úrovni. Šlo o první mezinárodní organizaci, s níž Svatý Stolec navázal diplomatické styky, ale došlo k tomu až po několika letech, v roce 1970. Prvním nunciem se stal Igino Eugenio Cardinale, nuncius v Belgii a Lucembursku, který zároveň dostal pověření nuncia u Evropského společenství a stálého pozorovatele Svatého stolce u Rady Evropy. Jeho nástupce, Angelo Pedroni, již spojoval pouze funkce nuncia v Belgii a Lucembursku a při EU, od roku 1999 jsou odděleny i tyto zastupitelské funkce.

## Představitelé Svatého Stolce při Evropské unii
- Igino Eugenio Cardinale (10. listopadu 1970[1] – 24. března 1983)
- Angelo Pedroni (6. července 1983 – 13. června 1989)
- Giovanni Moretti (15. července 1989 – 22. ledna 1999)
- Faustino Sainz Muñoz (22. ledna 1999 – 11. prosince 2004)
- André Dupuy (24. února 2005 – 15. prosince 2011)
- Alain Paul Lebeaupin (23. června 2012 – 16. listopadu 2020)
- Aldo Giordano (8. května 2021 – 2. prosince 2021)
- Noël Treanor (26. listopadu 2022[2] – 11. srpna 2024)
- Bernardito Cleopas Auza (od 22. března 2025[3])